# Sauveterre (Gers)
Sauveterre (gaskognisch: Sauvatèrra) ist eine französische Gemeinde mit 281 Einwohnern (Stand: 1. Januar 2022) im Département Gers in der Region Okzitanien. Sie gehört zum Kanton Val de Save und zum Arrondissement Auch. Die Einwohner werden Sauveterriens genannt.

## Lage
Sauveterre liegt etwa 50 Kilometer westsüdwestlich von Toulouse. An der südöstlichen Gemeindegrenze verläuft die Save, im Nordwesten ihr Zufluss Esquinson.  
Umgeben wird Sauveterre von den Nachbargemeinden Gaujac im Norden und Nordwesten, Montamat im Norden, Lombez im Osten und Nordosten, Espaon im Süden und Südosten, Cadeillan im Süden sowie Sabaillan im Westen und Südwesten.

## Bevölkerungsentwicklung
| Jahr                       | 1962 | 1968 | 1975 | 1982 | 1990 | 1999 | 2006 | 2011 | 2016 |
| -------------------------- | ---- | ---- | ---- | ---- | ---- | ---- | ---- | ---- | ---- |
| Einwohner                  | 364  | 326  | 283  | 264  | 219  | 229  | 233  | 234  | 259  |
| Quellen: Cassini und INSEE |      |      |      |      |      |      |      |      |      |

## Sehenswürdigkeiten

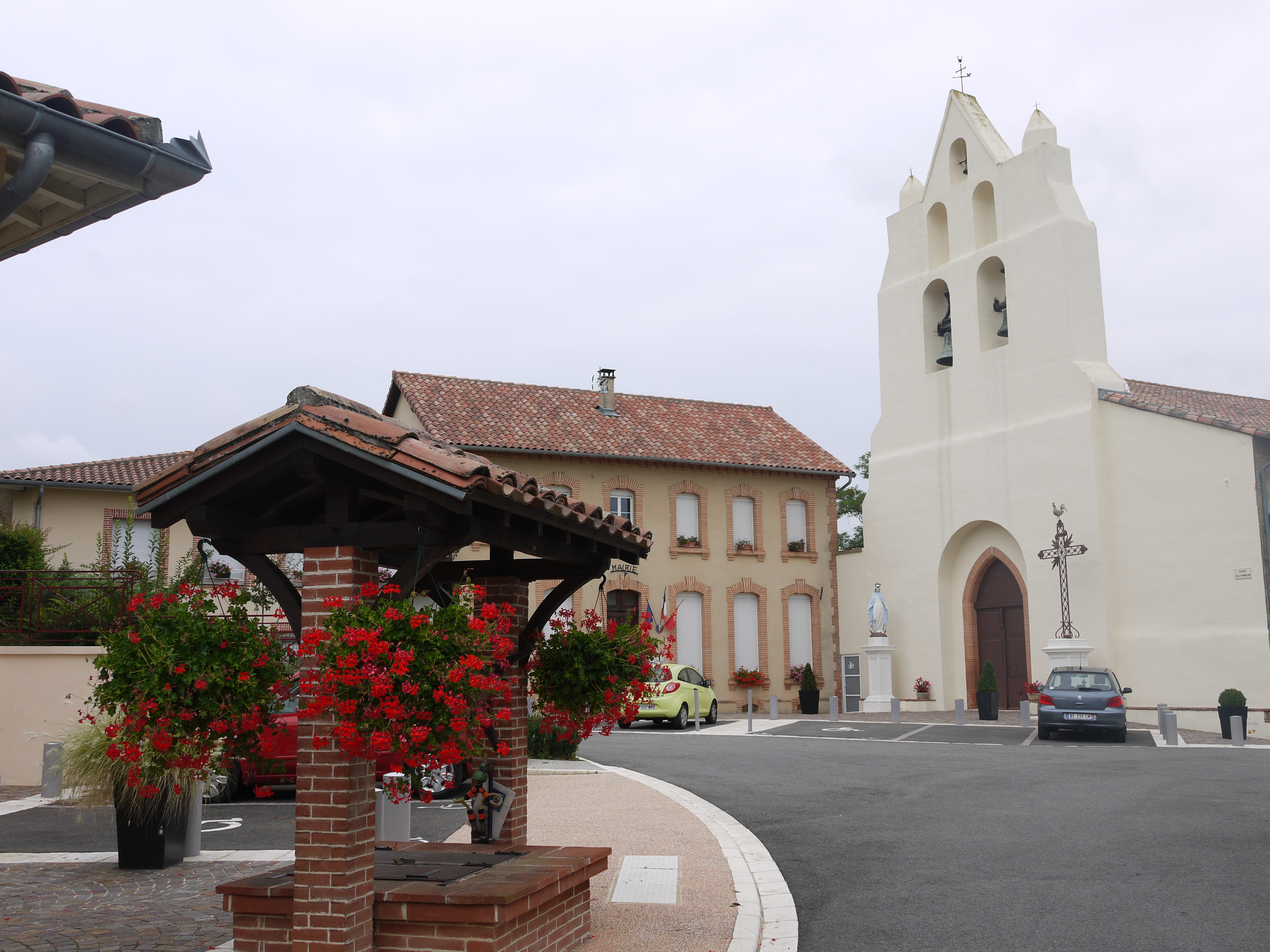
Kirche Saint-Amat mit vorgelagertem Platz

- Kirche Saint-Amat
- Kapelle Saint-Christophe

## Persönlichkeiten
- Jules de Rességuier (1788–1862), Dichter, hier oder in Sauveterre (Département Tarn) begraben
- Jean de Lescun (1405/1410–1473), Marschall Frankreichs, Herr über Sauveterre